# Opstandingskerk (Amersfoort)
De Opstandingskerk was een protestants kerkgebouw, gelegen aan het Euterpeplein 1 te Amersfoort, in de wijk Randenbroek.
De kerk, ontworpen door Dick Egberts, werd in 1964 in gebruik genomen als Gereformeerd kerkgebouw. In 2003 werd de kerk nog opgeknapt en ging dienstdoen als SOW-kerk, later PKN-kerk.
De bakstenen zaalkerk in modernistische stijl had een massieve rechthoekige bakstenen klokkentoren en op de voorgevel waren plastieken aangebracht die christelijke symbolen voorstelden.
Door teruglopend kerkbezoek werd besloten om de activiteiten te concentreren in het nabijgelegen kerkgebouw "De Open Hof", dat omgedoopt werd tot: De Bron.
In 2012 werd het gebouw gesloopt, om in 2015 plaats te maken voor een supermarkt.